# スチュアート・バクスター
スチュアート・ウィリアム・バクスター（Stuart William Baxter、1953年8月16日 - ）は、イギリス出身の元サッカー選手、サッカー指導者。元サッカー南アフリカ共和国代表監督。現役時代のポジションはミッドフィールダー。

## 人物
スコットランド人サッカー選手/指導者の父ビル・バクスターとイングランド人の母の間に生まれる。イングランド中部のウルヴァーハンプトンで生まれ、スコットランドで育った。スコットランドリーグでプレイした初のイングランド人選手と言われる。
息子のリー・バクスターも元サッカー選手、指導者で、父が率いたチームでゴールキーパーとして所属していた。

## 経歴

### 選手として
1971年、プレストン・ノースエンドでキャリアを始める。1975年、スコットランドのダンディー・ユナイテッドに移籍。キャリアの晩年はスウェーデン、オーストラリアン・ナショナルサッカーリーグ、北米サッカーリーグでプレー した後、1984年にエーレブルーSKで引退。

### 現役引退後
引退後にはスカンディナヴィア半島のクラブで指導者としてのキャリアを積み重ねる。1985年にエーレブルーSKのユースチームで監督 を務め、1986年にはIFスカルプ、1987年にポルトガルのヴィトーリア・セトゥーバル でコーチや暫定監督を務めた後、1988年からスウェーデン2部のハルムスタッズBK監督 に就任、同シーズンにスウェーデン1部に昇格させる。しかし1991年シーズンには2部に降格させてしまう。
1991年、Jリーグ開幕を控え、サンフレッチェ広島の前身であるマツダSCは強化のため北ヨーロッパに遠征し、バクスター率いるハルムスタッズBKと練習試合をした。この時に今西和男総監督に見初められ、1992年にサンフレッチェ広島監督に就任した。規律を重んじるサッカースタイル で1994年の第1ステージ優勝に貢献した。だが高額な移籍金および年俸がかかるミカエル・ラウドルップの補強をバクスターが強要したことから、広島とは監督契約延長の交渉は決裂した。この際、バクスターは日本で監督を続けたかったことから今西はヴィッセル神戸を推薦した。
1995年からは神戸市に移転したばかりのヴィッセル神戸監督 に就任しラウドルップを補強、1996年ジャパンフットボールリーグで2位の成績をおさめ、Jリーグ昇格を果たしたが翌年は成績が振るわず解任された。
この間、1993年、1994年、1997年とそれぞれJリーグ最小反則数というチームを作り上げ、1997年にはフェアプレー賞を受賞している。
その後スウェーデンにもどり、1998年にAIKソルナ監督 に就任。いきなり同シーズンにはリーグ優勝させ、UEFAチャンピオンズリーグに出場している。2年後、SFKリン・オスロ監督を1シーズン務めた。
2002年、母国であるイギリスに戻り、イングランドサッカー協会の専属コーチとなり、U-19イングランド代表監督 として若手を育成、その手腕を買われて2004年に南アフリカ代表に就任した が、2006年のドイツW杯アフリカ予選で本大会出場を逃して辞任する。
2006年はJ2降格となったヴィッセル神戸で再び指揮を執った が、家庭の事情により9月2日の横浜FC戦を最後に退任した。なお、コーチとして11月に一時的に復帰 しリーグ戦3試合の指揮を執った。
同年9月から、ヘルシンボリIF監督に就任、同シーズンにはスウェーデンカップ優勝、翌UEFAカップ 2007-08に出場した。しかし、同年12月にクラブ首脳とのあつれきを理由に監督を辞任。
2008年よりフィンランド代表監督。2010年UEFA EURO 2012予選でモルドバ・オランダ・ハンガリーと3連敗したため監督を退いた。
その後はAIKのアドバイザーに就任する。2011年5月、マルメFF監督にオファーがあったものの最終的には断っている。
2012年5月、カイザー・チーフスFC監督に就任すると、2012-13シーズンでリーグ、カップ優勝を果たし、PSL初の外国人優勝監督となった。2014-15シーズンも優勝を果たしたが、双方合意の上で契約満了。
2015年、トルコスュペル・リグのゲンチレルビルリイSK監督に就任した。ただ開幕スタートに失敗し、リーグ戦2試合で解任された。
2016年1月27日、スーパースポーツ・ユナイテッドFCの監督に就任した。
2017年6月1日、サッカー南アフリカ共和国代表監督就任。2019年8月3日退任。

## 監督成績
| 年度 | クラブ             | 所属リーグ | 大会名 | 試合数 | 勝点 | 勝利 | 引分 | 敗戦 | 順位 | ナビスコ杯     | 天皇杯    |
| ---- | ------------------ | ---------- | ------ | ------ | ---- | ---- | ---- | ---- | ---- | -------------- | --------- |
| 1992 | サンフレッチェ広島 | J          | -      | -      | -    | -    | -    | -    | -    | 予選リーグ敗退 | 2回戦敗退 |
| 1993 | サンフレッチェ広島 | J          | 1st    | 18     | -    | 9    | -    | 9    | 6位  | 予選リーグ敗退 | ベスト4   |
| 1993 | サンフレッチェ広島 | J          | 2nd    | 18     | -    | 9    | -    | 9    | 5位  | 予選リーグ敗退 | ベスト4   |
| 1994 | サンフレッチェ広島 | J          | 1st    | 22     | -    | 17   | -    | 5    | 1位  | 1回戦敗退      | ベスト8   |
| 1994 | サンフレッチェ広島 | J          | 2nd    | 22     | -    | 12   | -    | 10   | 4位  | 1回戦敗退      | ベスト8   |
| 1995 | ヴィッセル神戸     | JFL        | -      | 30     | 55   | 18   | -    | 12   | 6位  | -              | ベスト8   |
| 1996 | ヴィッセル神戸     | JFL        | -      | 30     | 75   | 25   | -    | 5    | 2位  | -              | 3回戦敗退 |
| 1997 | ヴィッセル神戸     | J          | 1st    | 16     | 17   | 6    | -    | 10   | 14位 | 予選リーグ敗退 | 4回戦敗退 |
| 1997 | ヴィッセル神戸     | J          | 2nd    | 16     | 7    | 3    | -    | 13   | 17位 | 予選リーグ敗退 | 4回戦敗退 |
| 2006 | ヴィッセル神戸     | J2         | -      | 48     | 86   | 25   | 11   | 12   | 3位  | -              | -         |

- 2006年は途中退任。

## 参考資料
- 2006年監督に、スチュアート・バクスター氏就任決定、2005年12月3日付ヴィッセル神戸公式